# Misaki Uemura
Misaki Uemura (上村 岬 Uemura Misaki?), född 28 oktober 1991 i Mie prefektur, är en japansk fotbollsspelare.
Uemura började sin karriär 2014 i Júbilo Iwata. 2016 flyttade han till FC Imabari.